# Holothuria kurti
Holothuria kurti is een zeekomkommer uit de familie Holothuriidae.
De wetenschappelijke naam van de soort werd in 1891 gepubliceerd door Hubert Ludwig.